# Persona 4: The Animation
Persona 4: The Animation (jap. ペルソナ4) ist eine Anime-Fernsehserie, die auf dem Spiel Shin Megami Tensei: Persona 4 basiert. Er ist den Genres Action, Drama und Mystery zuzuordnen und besteht aus 25 Folgen mit je etwa 25 Minuten. In Japan und den USA erschien der Anime 2011. Es folgten weitere Adaptionen und Ableger der Serie als Anime, wie Persona 4: The Golden Animation, welche auf der Neuauflage Persona 4: The Golden beruht oder Persona 4: The Animation: The Factor of Hope.

## Inhalt
Die Geschichte handelt von Yū Narukami, einem ruhigen Teenager, welcher für ein Jahr in dem kleinen Städtchen Inaba bei seinem Onkel unterkommt, da seine Eltern längere Zeit im Ausland arbeiten. Obwohl der Aufenthalt in Inaba zunächst verspricht, sehr ruhig zu werden, wird der Frieden der Kleinstadt bald durch mysteriöses Verschwinden von Menschen und unerklärliche Morde gestört. Diese Ereignisse gehen natürlich auch an Yū und seinen neuen Freunden nicht vorbei, genauso wenig, wie das Gerücht, dass man des Nachts an einem regnerischen Tag im ausgeschalteten Fernseher seinen „Seelenverwandten“ sehen kann. Als sie der Sache nachgehen entdecken sie eine mysteriöse Welt im Fernseher und finden heraus, dass diese etwas mit den Morden zu tun hat. Gemeinsam versuchen sie die Mordserie aufzuklären und zu stoppen.

## Produktion und Veröffentlichung
Im Sommer 2011 kündigte Aniplex eine Anime-Adaption von Persona 4, dessen Rechte man sich beim Hersteller Atlus gesichert hatte. Die Serie entstand beim Studio AIC unter der Regie von Seiji Kishi. Hauptautor war Yūko Kakihara, die zusammen mit Jun Kumagai und Mitsutaka Hirota auch die Drehbücher schrieb. Kazuaki Morita entwarf das Charakterdesign und die künstlerische Leitung lag bei Ayumi Miyakoshi und Shinji Nagaoka. 
Die Serie wurde vom 6. Oktober 2011 bis zum 30. März 2012 von MBS in japan ausgestrahlt. Bei Chubu-Nippon Broadcasting und TBS erfolgte die Ausstrahlung kurz danach. Eine deutsche Fassung erschien auf der Plattform Anime on Demand. Außerdem wurde der Anime auf Englisch, Tagalog und Chinesisch veröffentlicht. 
Eine zweite Serie wurde 2014 bei A-1 Pictures produziert. Sie wurde von Tomohisa Taguchi geschrieben, Seiji Kishi führte wieder Regie. Das Charakterdesign entwarf Yū Shindō. Die 12 Folgen wurden von 11. Juli bis 25. September 2014 von MBS in Japan ausgestrahlt. Die Plattformen Aniplex Channel und Crunchyroll zeigten die Serie mit englischen Untertiteln.

### Synchronisation
| Rolle           | Japanische Stimme |
| --------------- | ----------------- |
| Yū Nurakami     | Daisuke Namikawa  |
| Yukiko Amagi    | Ami Koshimizu     |
| Marie           | Kana Hanazawa     |
| Yōsuke Hanamura | Showtaro Morikubo |
| Chie Satonaka   | Yui Horie         |

### Musik
Die Musik der Serie wurde komponiert von Shoji Meguro, der vor allem den Soundtrack des Spiels aufgriff und neu arrangierte. Für die Vorspanne wurden folgende Lieder verwendet:
- Pursuing My True Self von Shihoko Hirata
- sky's the limit von Shihoko Hirata
- True Story von Rie Kugimiya (Rise Kujikawa)
- key plus words von Shihoko Hirata ft. Yumi Kawamura
- Burn My Dread von Yumi Kawamura

Die Abspannlieder sind: 
- sky's the limit von Shihoko Hirata
- Beauty of Destiny von Shihoko Hirata feat. Lotus Juice
- Koi Suru Meitantei (恋する名探偵) von Yui Horie
- The Way of Memories - Kizuna no Chikara (The Way of Memories -キズナノチカラ-) von Shihoko Hirata
- Honto no Kimochi (ほんとのきもち) von Shihoko Hirata
- Never More von Shouko Hirata (ep 25)

Außerdem wird innerhalb der 13. Folge das Lied Koi Suru Meitantei (恋する名探偵) von Yui Horie verwendet.
Die Vorspanne von The Golden Animation sind: 
- Shadow World von Shihoko Hirata
- Next Chance to Move On von Shihoko Hirata
- key plus words von Shihoko Hirata feat. Yumi Kawamura

Die Abspanntitel sind: 
- Dazzling Smile von Shihoko Hirata
- Subete no Tamashii no Uta (全ての人の魂の詩) von Shoji Meguro
- Never More von Shihoko Hirata

## Rezeption
Die deutsche Zeitschrift Animania nennt die Serie eine gelungene Umsetzung der Spielvorlage, gerade weil die Handlung deutlich gekürzt wurde. So sind einige Längen der Vorlage verschwunden, leider jedoch auch einige Tiefe der Charaktere. Dennoch würde den sechs Protagonisten ausreichend Raum gelassen, sodass ihre Persönlichkeiten Eindruck hinterlassen können. Deren Probleme seien „zwar nicht von Grund auf neu, aber psychologisch glaubwürdig, intelligent verschachtelt und fesselnd inszeniert“. Auch die Choreografie der Actionszenen, die grafische Umsetzung mit „schön ausgeleuchteten, realistisch kolorierten Bildern“ und die „behutsam“ neu arrangierte Musik wird gelobt.